# میخال هورتسکی
میخال هِوُرتسکی (انگلیسی: Michal Hvorecký؛ زادهٔ ۲۹ دسامبر ۱۹۷۶) نویسنده اهل کشور اسلواکی است. او نویسنده دو مجموعه داستان کوتاه است: حس قوی پاکیزگی (۱۹۹۸) و شکارچیان و گردآورندگان (۲۰۰۱). کتاب‌های او به آلمانی، لهستانی، چکی و ایتالیایی ترجمه شده‌است. ترجمه‌های داستانی و روزنامه‌نگاری او در آلمان، بریتانیا، اسلوونی، مجارستان، لهستان و جمهوری چک به چاپ رسیده‌است. او تاکنون چندین جایزهٔ ادبی دریافت کرده‌است.